# Kallicrates bellicornis
Kallicrates bellicornis är en insektsart som beskrevs av Capener 1968. Kallicrates bellicornis ingår i släktet Kallicrates och familjen hornstritar. Inga underarter finns listade i Catalogue of Life.